# Ronald William John Keay
Ronald William John Keay (* 20. Mai 1920; † 7. April 1998) war ein britischer Botaniker. Sein offizielles botanisches Autorenkürzel lautet „Keay“.
Keay war ein Experte westafrikanischer Waldfloren. Er arbeitete am Waldherbarium Ibadan (FHI) und an den Royal Botanic Gardens (Kew), unter anderem an der zweiten Auflage der Flora of West Tropical Africa.

## Werke
- Keay, RWJ. (1989) Trees of Nigeria. Oxford University Press, ISBN 0-19-854560-6.
- Keay, RWJ. (1954) Flora of West Tropical Africa. Band I,1. 2. Auflage. Crown Agents for Oversea governments and administrations, London.